# Rouphozoa
Rouphozoa – postulowany na podstawie danych molekularnych klad obejmujący dwa typy zwierząt – brzuchorzęski i płazińce, wyodrębniony na skutek ujawnienia parafiletyzmu kladu Platyzoa. Grupa wyodrębniana jest jedynie na podstawie badań molekularnych, nie rozpoznano dla niej żądnych morfologicznych apomorfii.
Niektóre analizy filogenetyczne z użyciem transkryptomów wykazały, że tzw. wielokomórkowce pośrednie mogą stanowić wyspecjalizowaną grupę w obrębie Rouphozoa bądź to siostrzaną do płazińców i brzuchorzęsków bądź też zagnieżdżoną w obrębie tych ostatnich.
W obrębie kladu Spiralia tworzą grupę siostrzaną do lofotrochoforowców:
|  | Gnathifera                                                   |
|  |                                                              |
|  | \| \| Rouphozoa \| \| \| \| \| \| Lophotrochozoa \| \| \| \| |
|  |                                                              |
|  | Rouphozoa                                                    |
|  |                                                              |
|  | Lophotrochozoa                                               |
|  |                                                              |

|  | Rouphozoa      |
|  |                |
|  | Lophotrochozoa |
|  |                |